# Ercole Durini di Monza
Ercole Luchino Durini, XI conte di Monza (Gorla Minore, 12 luglio 1876 – Milano, 26 novembre 1968), è stato un nobile, diplomatico e politico italiano, che nel 1933 fu nominato senatore del Regno d'Italia.

## Biografia

### Origini e formazione
Ercole Luchino Durini nacque a Gorla Minore il 12 luglio 1876, figlio del conte Giulio Gaetano Durini di Monza (1839-1907) e di Carolina Candiani. Appartenente al ramo principale della famiglia Durini, patrizi milanesi e titolari della Contea di Monza dal 1648, ricevette un'educazione classica e conseguì la laurea in scienze sociali presso l'Università degli Studi di Pavia nel 1901.

### Carriera diplomatica e politica
Dopo l'ingresso nella carriera diplomatica del Regno d'Italia, prestò servizio presso sedi consolari in Europa e Sud America, distinguendosi per l'attività nelle relazioni culturali e nei contatti con ambienti ecclesiastici e nobiliari. Durante il periodo tra le due guerre fu attivo in ambienti cattolico-conservatori e nel 1933 fu nominato senatore del Regno d'Italia.
Nel Senato fu membro di diverse commissioni, tra cui quelle per gli affari esteri, l'istruzione e i beni culturali. La sua attività parlamentare fu improntata a una linea indipendente, con attenzione alle questioni culturali e patrimoniali.

### Conte di Monza e attività culturale
Alla morte del cugino Giovanni Giuseppe Durini, X conte di Monza nel 1963, Ercole Luchino gli succedette nel titolo comitale, diventando XI conte di Monza. Pur mantenendo una vita appartata, si dedicò alla tutela del patrimonio familiare, curando la gestione del Palazzo Durini di Monza e promuovendo la salvaguardia dell'archivio storico della casata.

### Morte
Morì nel 1968, all'età di 92 anni. Gli succedette il figlio Teobaldo Luca Ercole Giuseppe Durini (1932-2014), XII conte di Monza.